# Nazionale femminile di hockey su prato della Polonia
La nazionale di hockey su prato femminile della Polonia è la squadra femminile di hockey su prato rappresentativa della Polonia ed è posta sotto la giurisdizione della Polish Hockey Association.

## Partecipazioni

### Mondiali
- 1972-2006 – non partecipa

### Olimpiadi
- 1980 – 6º posto
- 1984-2008 – non partecipa

### Champions Trophy
- 1987-2009 – non partecipa

### EuroHockey Nations Championship
- 1984-2009 – non partecipa